# Rhadinosuchus
Rhadinosuchus es un género extinto de reptil arcosauriforme proterocampsiano que vivió durante el Triásico Superior. Es conocido solo a partir de la especie tipo Rhadinosuchus gracilis, cuyos restos se encuentran depositados en Múnich, Alemania. Dichos fósiles comprenden un cráneo incompleto y fragmentos del material postcraneal. Hosffstetter (1955), Kuhn (1966), Reig (1970) y Bonaparte (1971) han hipotetizado que podría ser un sinónimo de Cerritosaurus, pero otras características sugieren que es más cercano a Chanaresuchus y a Gualosuchus, siendo ciertamente diferente de Proterochampsa y Barberenachampsa. Su tamaño reducido indica que era un animal joven, lo cual hace difícil su clasificación.
Los fósiles fueron recolectados en la localidad Sanga 6 (parte de la Formación Santa Maria), en Santa Maria, en el geoparque de Paleorrota, en Brasil. Fue recolectado por el paleontólogo alemán Friedrich von Huene en 1938.